# Jasmine Baird
Jasmine Baird (* 29. Juni 1999 in Mississauga, Ontario) ist eine kanadische Snowboarderin. Sie startet in den Disziplinen Slopestyle und Big Air.

## Werdegang
Baird begann im Alter von 18 Monaten mit dem Snowboarden und nimmt seit 2014 an Wettbewerben der World Snowboard Tour und der FIS teil. Dabei gewann sie sie zunächst einige nationale Rennen und wurde im März 2017 kanadische Juniorenmeisterin im Slopestyle. Im selben Monat gab sie in Špindlerův Mlýn ihr Debüt im Snowboard-Weltcup, welches sie auf dem neunten Platz beendete und belegte dort bei den Juniorenweltmeisterschaften den siebten Platz im Slopestyle sowie den fünften Rang im Big Air. In der Saison 2017/18 gewann sie mit drei Siegen die Slopestyle-Wertung des Nor-Am-Cups und wurde mit zwei Top-Zehn-Platzierungen Siebte im Slopestyle-Weltcup. In der folgenden Saison errang sie mit Platz drei im Slopestyle auf der Seiser Alm ihre erste Podestplatzierung im Weltcup und kam bei den Snowboard-Weltmeisterschaften 2019 in Park City auf den sechsten Platz im Slopestyle. Zudem holte sie im Nor-Am-Cup zwei Siege und gewann damit die Big-Air-Wertung. Zwei Jahre später errang sie bei den Weltmeisterschaften in Aspen den 22. Platz im Slopestyle und den 18. Platz im Big Air. Nach Platz drei im Big Air in Chur zu Beginn der Saison 2021/22, belegte sie in Bakuriani sowie in Špindlerův Mlýn den zweiten Platz im Slopestyle und erreichte damit den vierten Platz im Big-Air-Weltcup sowie den dritten Platz im Park & Pipe-Weltcup und Slopestyle-Weltcup. Beim Saisonhöhepunkt, den Olympischen Winterspielen 2022 in Peking, kam sie auf den 15. Platz im Slopestyle und auf den siebten Rang im Big Air. In der Saison 2022/23 wurde sie im Big Air in Chur sowie im Slopestyle in Calgary jeweils Dritte und holte im Big Air in Edmonton ihren ersten Weltcupsieg.

## Teilnahmen an Weltmeisterschaften und Olympischen Winterspielen

### Olympische Winterspiele
- 2022 Peking: 7. Platz Big Air, 15. Platz Slopestyle

### Snowboard-Weltmeisterschaften
- 2019 Park City: 6. Platz Slopestyle
- 2021 Aspen: 18. Platz Big Air, 22. Platz Slopestyle
- 2023 Bakuriani: 8. Platz Slopestyle, 18. Platz Big Air

## Weltcupsiege und Weltcup-Gesamtplatzierungen

### Weltcupsiege
| Nr. | Datum             | Ort      | Disziplin |
| --- | ----------------- | -------- | --------- |
| 1.  | 10. Dezember 2022 | Edmonton | Big Air   |

### Weltcup-Gesamtplatzierungen
| Saison  | Park & Pipe | Park & Pipe | Slopestyle | Slopestyle | Big Air | Big Air |
| Saison  | Punkte      | Platz       | Punkte     | Platz      | Punkte  | Platz   |
| ------- | ----------- | ----------- | ---------- | ---------- | ------- | ------- |
| 2016/17 | 290         | 74.         | 290        | 45         | -       | -       |
| 2017/18 | 818         | 40.         | 790        | 7.         | 288     | 51.     |
| 2018/19 | 600         | 41.         | 600        | 15.        | -       | -       |
| 2020/21 | 58          | 29.         | 42         | 21.        | 16      | 15.     |
| 2021/22 | 310         | 3.          | 210        | 3.         | 100     | 4.      |
| 2022/23 | 256         | 6.          | 96         | 10.        | 160     | 4.      |
| 2023/24 | 165         | 15.         | 61         | 12.        | 104     | 8.      |
| 2024/25 | 16          | 80.         | 9          | 44.        | 7       | 44.     |